# Orăștie (comune)
Orăștie (in latino Saxopolis, in tedesco Broos, in ungherese Szászváros) è un municipio della Romania di 21 794 abitanti, ubicato nel distretto di Hunedoara, nella regione storica della Transilvania.

## Storia
La prima documentazione sull'esistenza della città è del 1224, quando Andrea II d'Ungheria conferma i privilegi concessi in qualità di colonia Sassone, tuttavia sono stati ritrovati reperti che testimoniano la presenza di insediamenti fin dall'VIII-IX secolo.
Devastata dai Mongoli nel 1241, la città venne ricostruita e, a partire dal regno di Carlo Roberto d'Angiò, conobbe un buon sviluppo economico e demografico, tanto che ottenne nel 1324 lo status di città e che nel 1376 contava 19 confraternite di arti e mestieri.
Successivamente la città subì diverse invasioni da parte degli Ottomani (1420, 1438 e 1479), l'ultima delle quali portò all'incendio della città, vicino alla quale però gli Ottomani vennero sconfitti dalle truppe transilvane, sotto il comando, tra gli altri, di Pál Kinizsi, generale alle dipendenze di Mattia Corvino.
Lo sviluppo economico e culturale di Orăștie continuò nel XVI secolo: nel 1500 ebbe luogo la prima Fiera di San Nicola, avvenimento annuale destinato a svolgersi per molto tempo, mentre nel 1582 venne stampato il Vecchio testamento di Orăștie, una delle prime traduzioni in romeno della Bibbia. Nei secoli successivi, altre tappe di un certo rilievo nello sviluppo della città, soltanto momentaneamente interrotto dalla peste del 1738, furono: l'avvio di una scuola protestante da parte del Principe Michele I Apafi (1663), l'apertura della prima farmacia (1693), la costruzione della chiesa cattolica (1749), l'insediamento di 366 coloni provenienti dall'Alta Austria (1752-1758) e la costruzione della chiesa luterana (1820-1823).
Nel 1853 la Transilvania venne riorganizzata in 10 distretti e Orăștie divenne il capoluogo di uno di questi.
Nel 1869 viene fondata la prima banca, la Brooser Vorschuss-verein, oggi Banca Ardeleana.
Orăștie ha ottenuto lo status di municipio nel 1995.

## Economia
Oggi Orăștie è una città industriale e commerciale, con oltre 1 000 aziende registrate e quasi 800 effettivamente operative. Si tratta prevalentemente di piccole aziende, molte delle quali a conduzione familiare, tuttavia sono presenti tre aziende di dimensioni consistenti, operanti nel confezionamento di pellicce, nella produzione di alcool e tè e nella fabbricazione di materie plastiche.

### Turismo
La principale attrattiva turistica della città è costituita dalla cittadella medievale, discretamente conservata, mentre a poca distanza da essa (circa 20 km) si trova il complesso delle Fortezze dacie dei monti Orăștie, Patrimonio dell'umanità dell'UNESCO.

## Galleria d'immagini

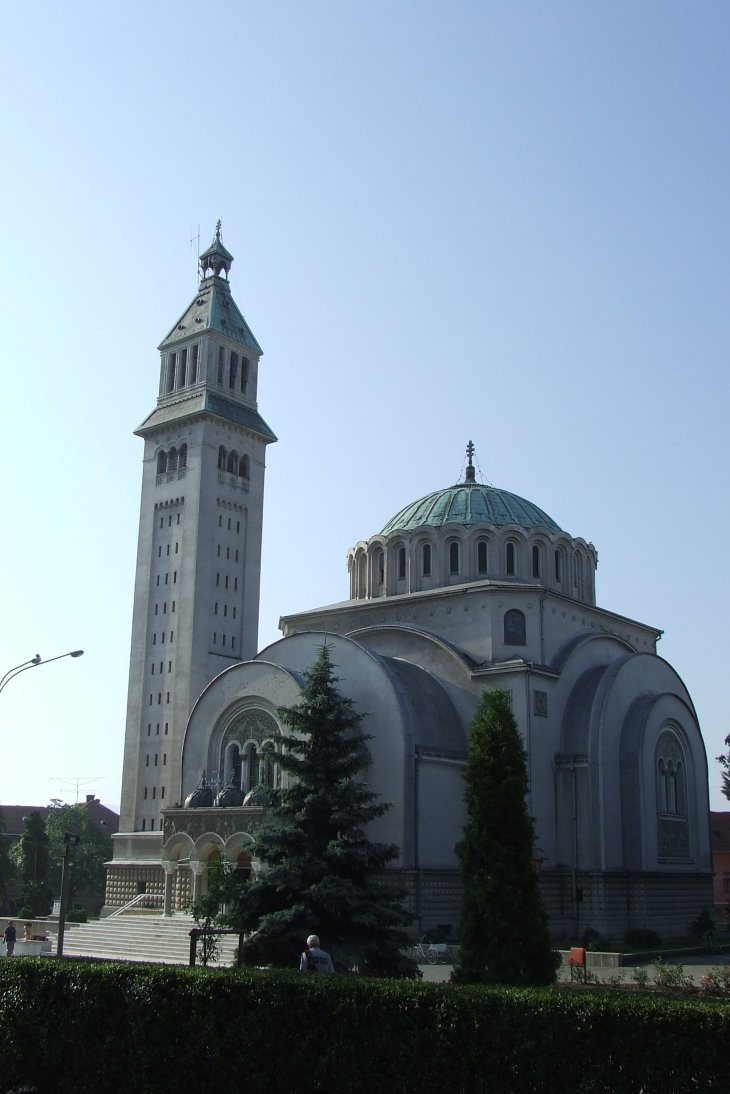
La cattedrale ortodossa
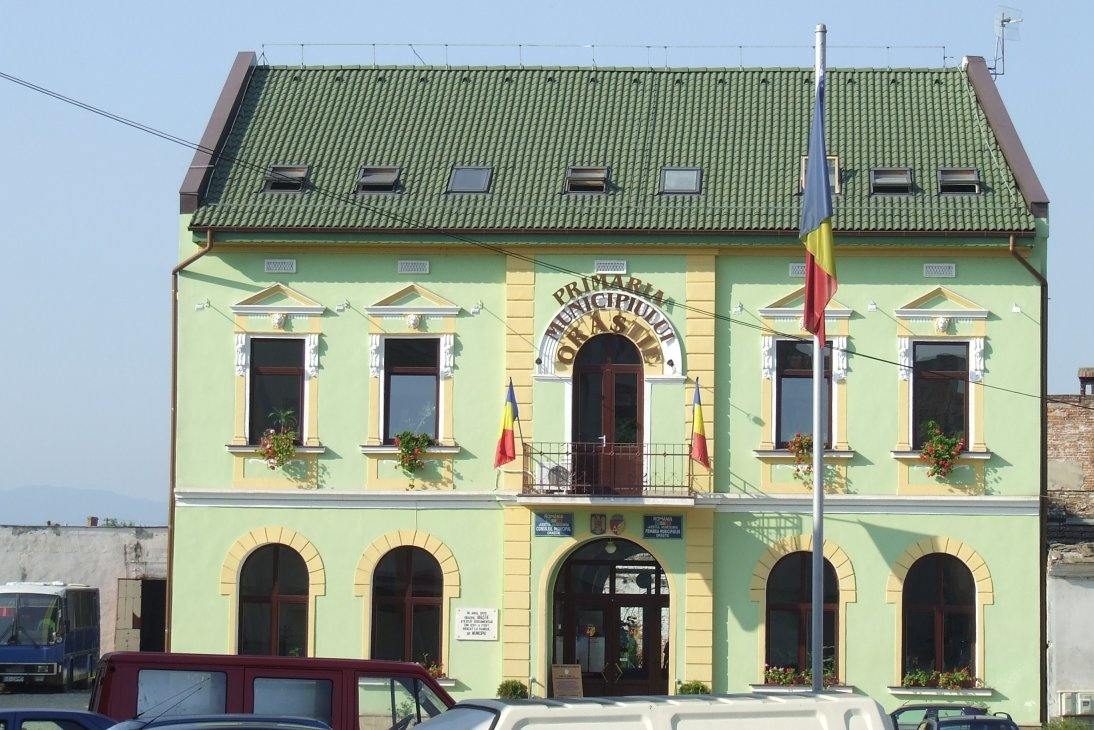
Il Palazzo comunale
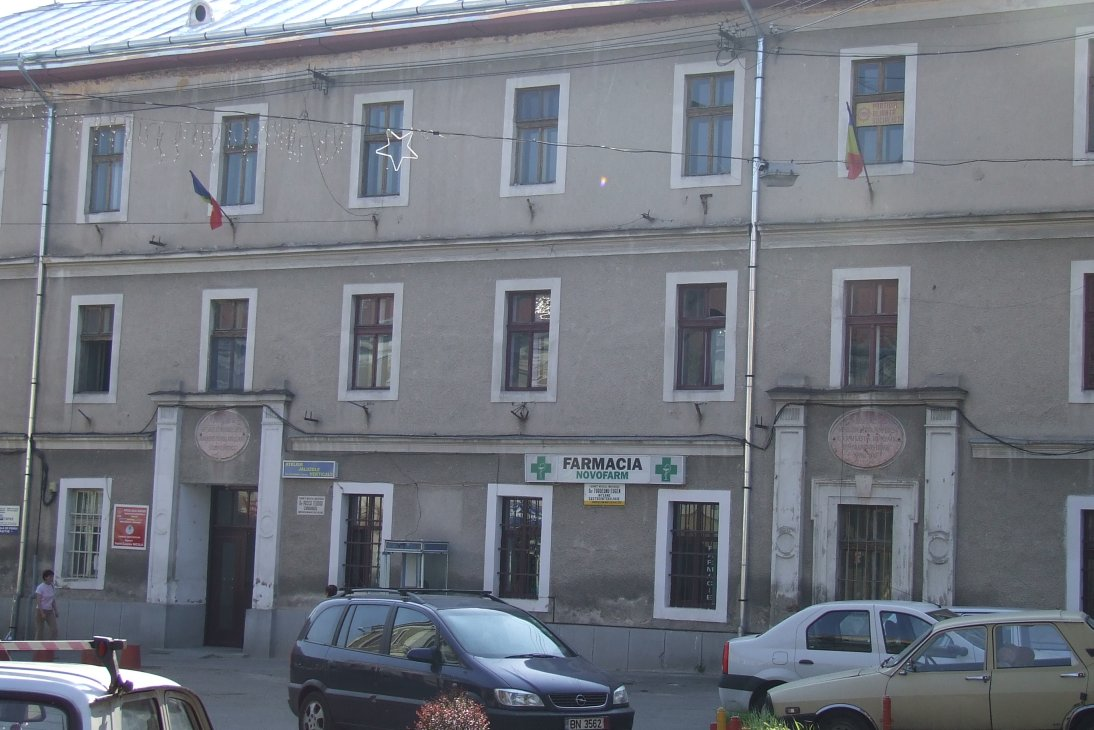
Casa del centro
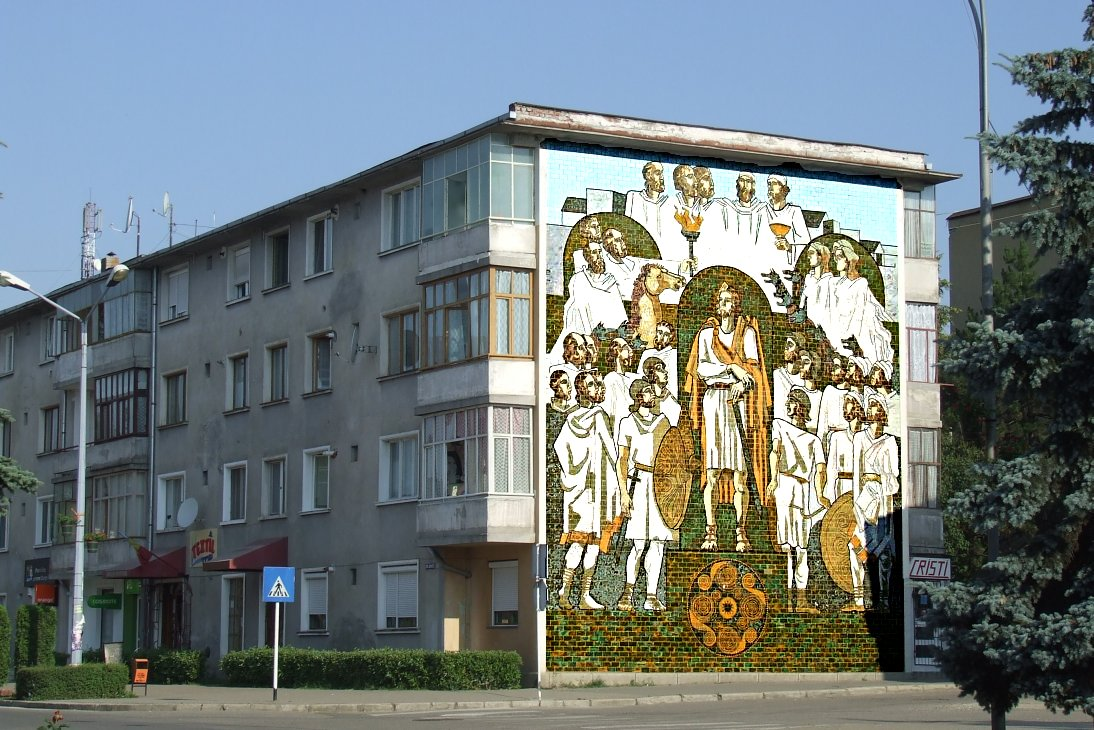
Un bloc del periodo comunista
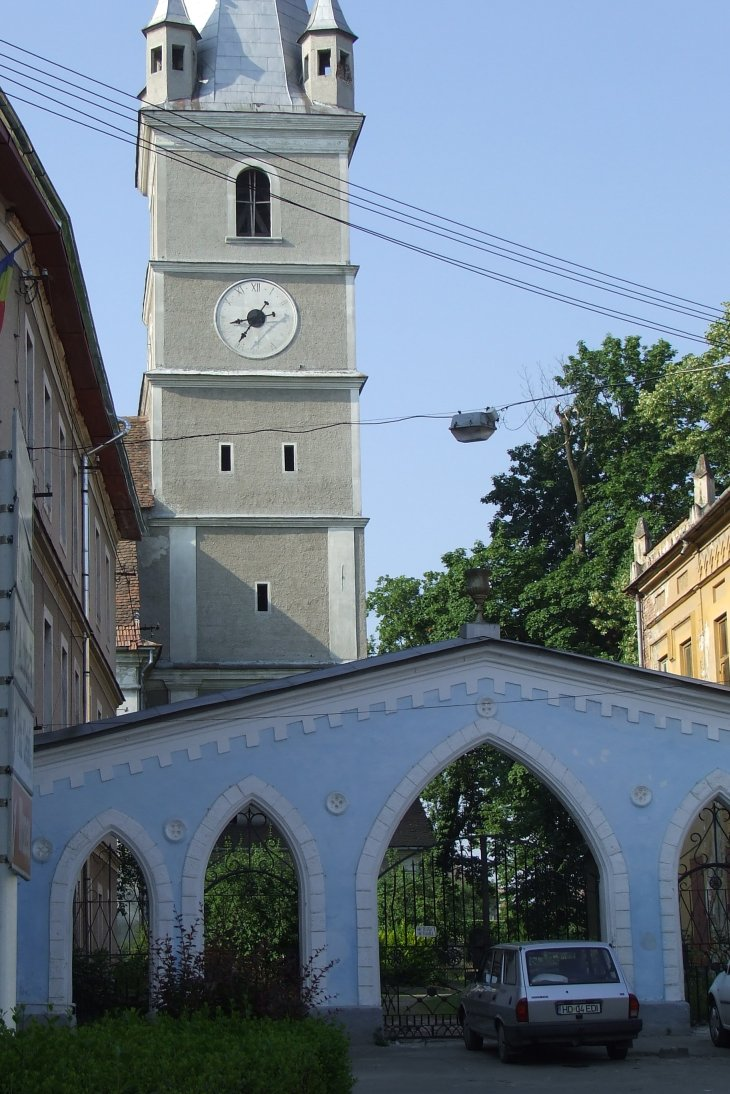
L'ingresso della cittadella
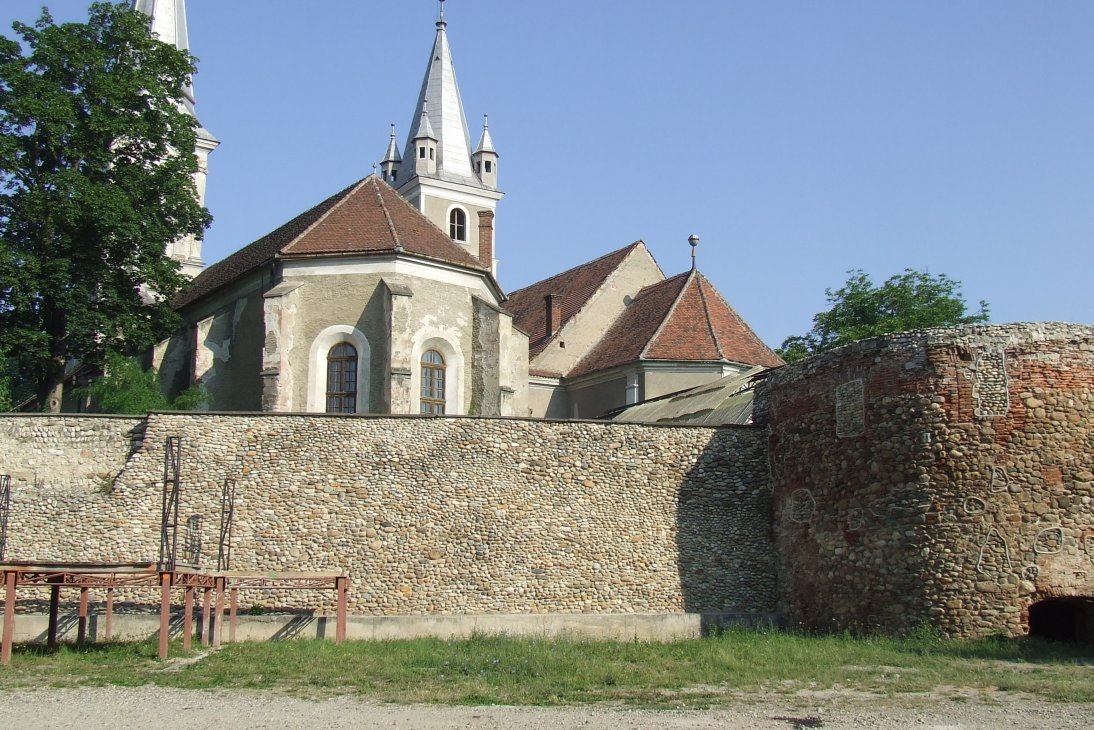
La cittadella dall'esterno
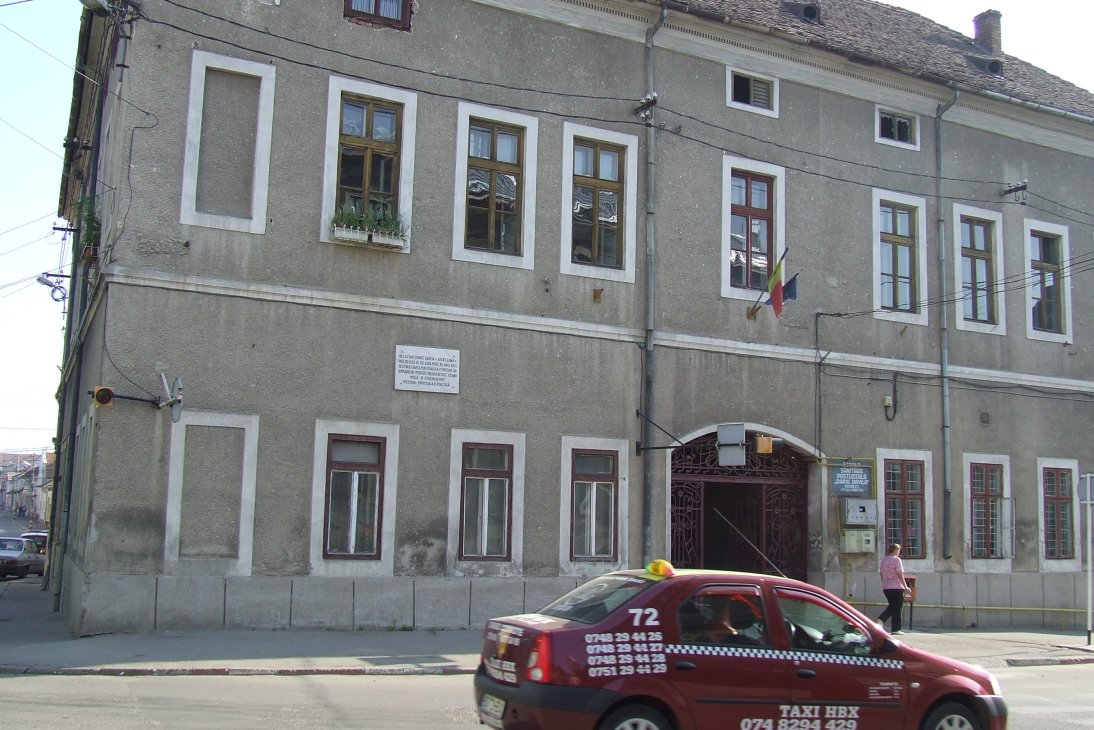
La sede della Banca Ardeleana